# Trikāta
Trikāta est une localité au nord de la Vidzeme en Lettonie. Elle est située sur les rives de l'Abuls, l'affluent gauche de la Gauja, à 26 km de Valmiera et à 130 km de Riga. Avec d'autres communes elle fait partie du Beverīnas novads et forme, avec les villages avoisinants, le Trikātas pagasts dont elle est le centre administratif. L'endroit est connu par sa fabrique de fromage appartenant au groupe Latvijas Piens dont la production est exportée à onze pays,,.
C'est le village natal du général de l'armée lettonne Jānis Balodis (1881-1965).

## Histoire

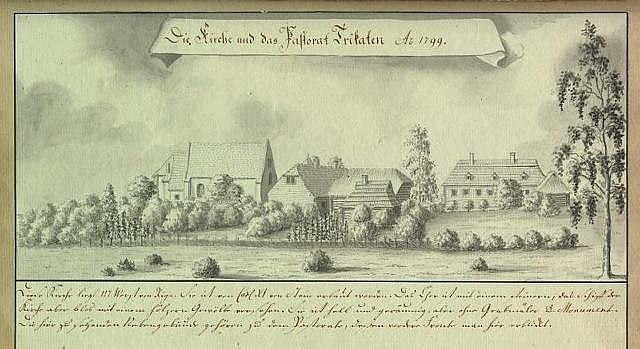
Trikata en 1799 dans le livre de Johann Christoph Brotze.

Dans la Chronique d'Henricus de Lettis  (Heinrici Cronicon Lyvoniae), Trikāta est mentionnée comme le siège de Thalibaldus de Tolowa (senior Tricatuae), l'aîné de Tālava, où il est tué en 1215. Dans la Chronique livonienne d'Hermann von Wartberge, il est mentionné que le maître de Livonie Wilken von Endorp (ru) y bâtit une église en 1284. Dans la Chronica der Prouintz Lyfflandt de Balthasar Russow, il est mentionné que les maîtres de l'ordre de Livonie ont construit trois châteaux - à Valmiera, Burtnieki et Trikāta. Le château de Trikāta (Trikaten) est mentionné pour la première fois dans des documents en 1429.
Pendant la guerre de Livonie, le château de Trikāta accueille des troupes de la confédération livonienne avant la bataille d'Ergeme. En 1561-1577, une garnison de troupes polono-lituaniennes est stationnée dans le château. En 1577-1582, les troupes russes y sont stationnées. Pendant la guerre polono-suédoise en 1600, Trikāta est occupée par les Suédois et en 1622 le roi suédois Gustave II Adolphe présente le château au chancelier Axel Oxenstierna. Le château est entièrement détruit pendant la Grande guerre du Nord. Un mur latéral sud-est de 2 mètres de haut et des fragments des ruines de la tour à une hauteur de 4 à 5 mètres sont conservés à ce jour. Dans la seconde moitié du XXe siècle, une scène est installée dans la cour du château. Vers 1850, la ville appartient au baron Moritz von Bock, époux de Wilhelmine Schröder-Devrient.
En 1896, une laiterie est construite dans la maison blanche du manoir Trikāta, vers 1910, une distillerie est construite à côté de la laiterie. En 1972, la production de fromage démarre dans la succursale de la laiterie de Valmiera à Trikāta.

## Galerie

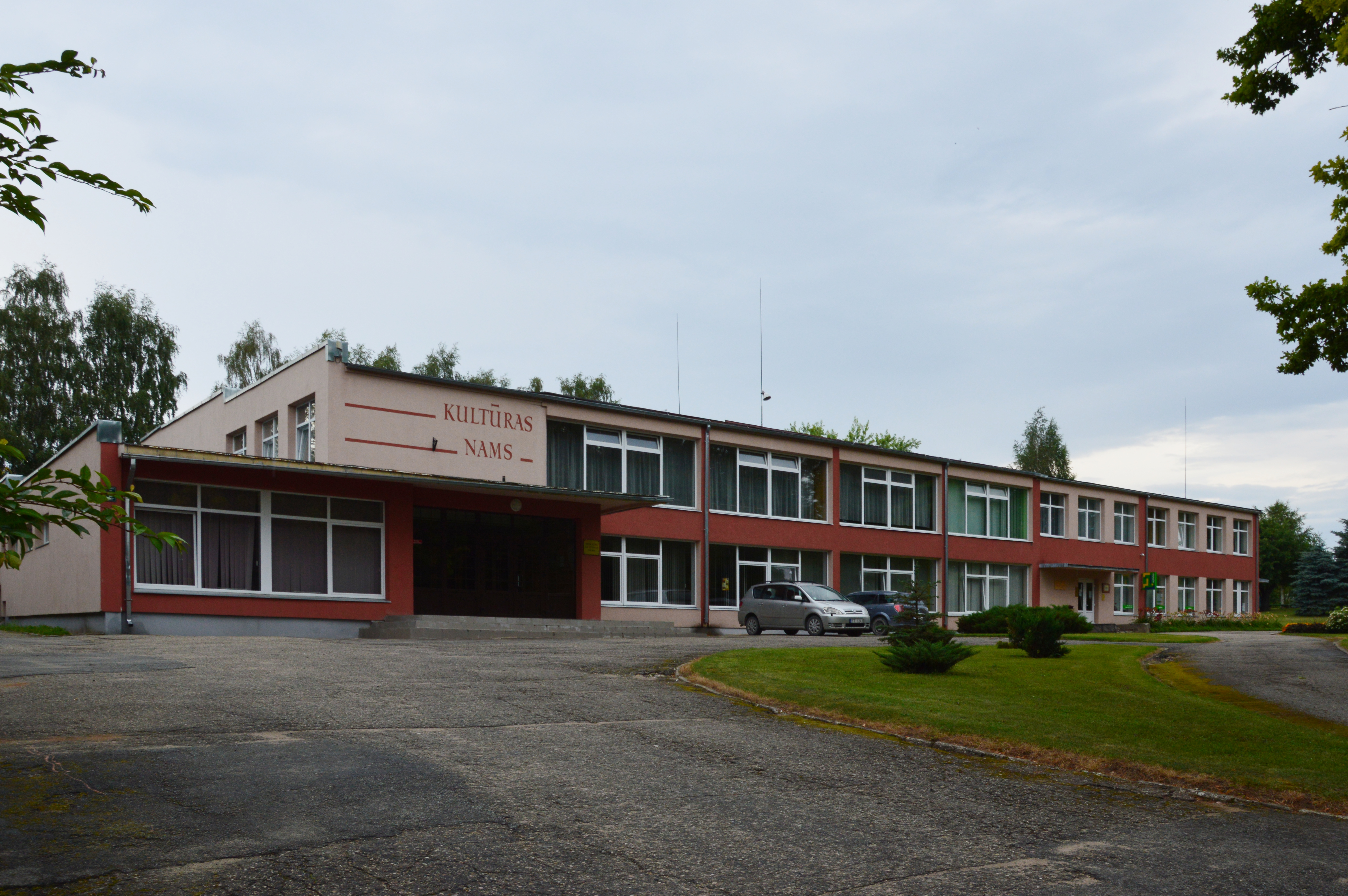
Maison de culture.
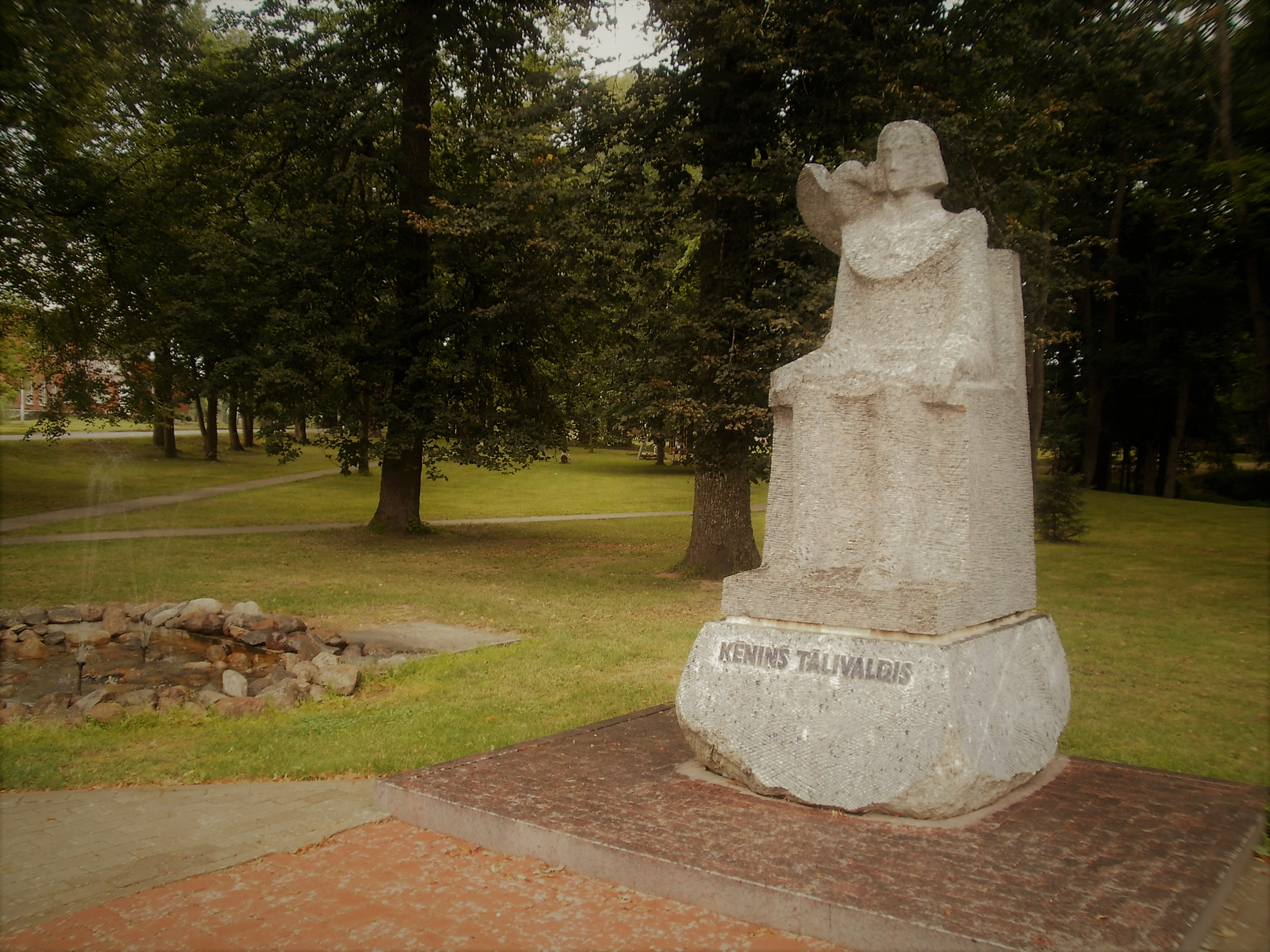
Monument à Talibaldus.
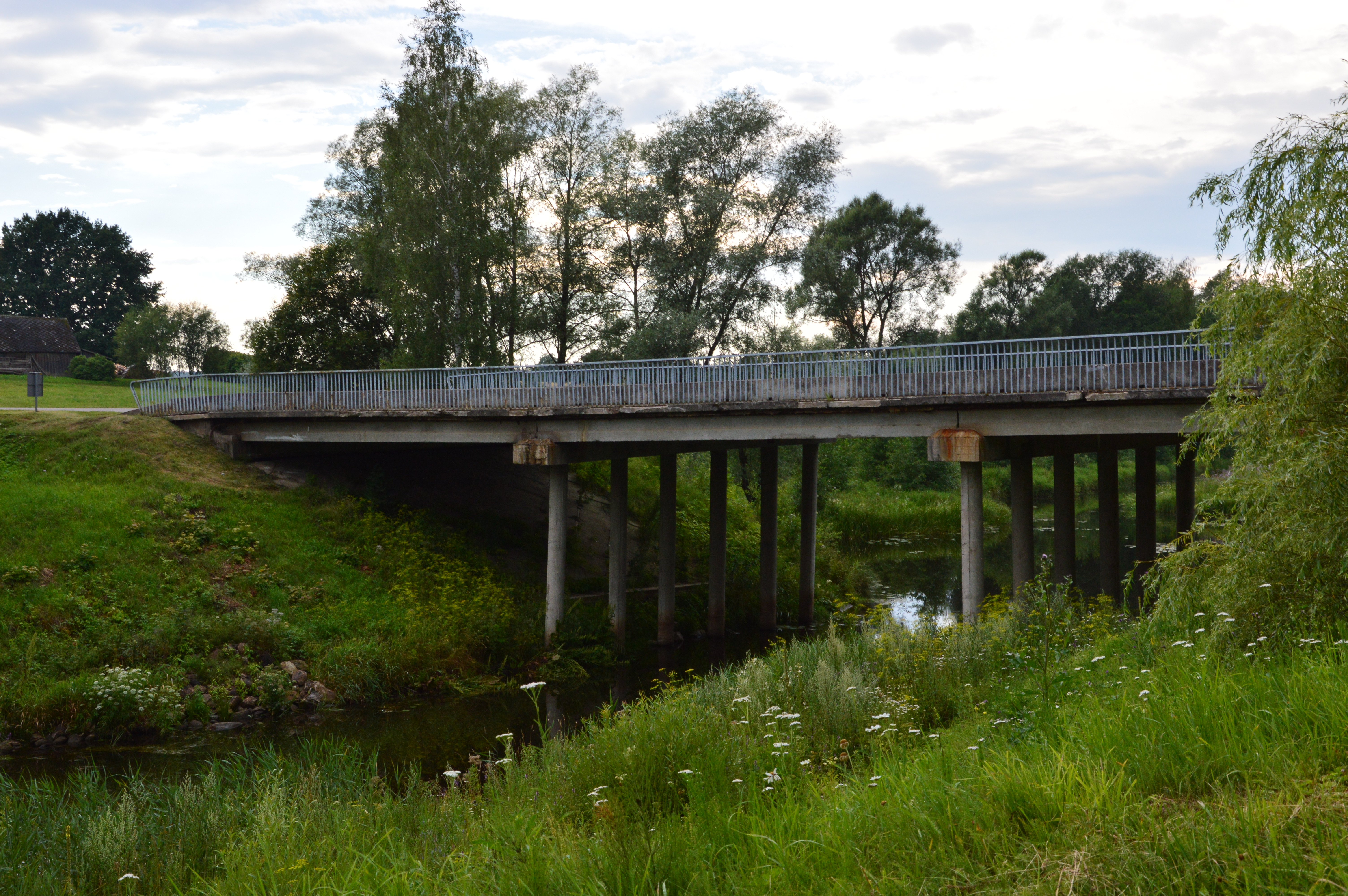
Pont sur l'Abuls.
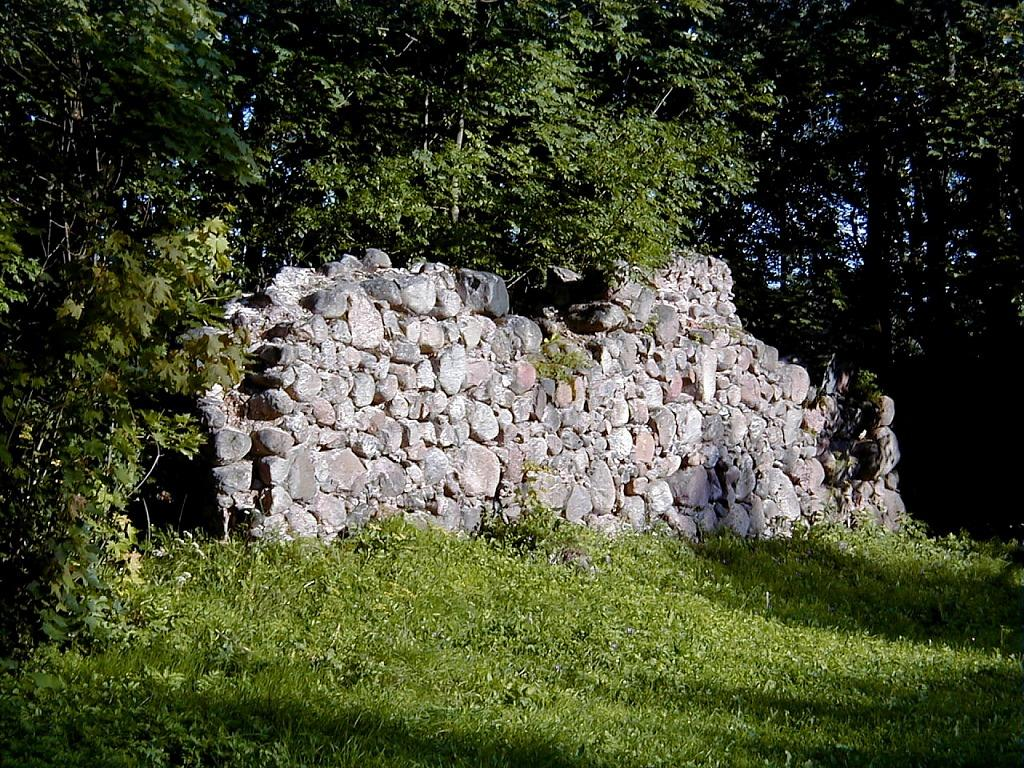
Ruines.
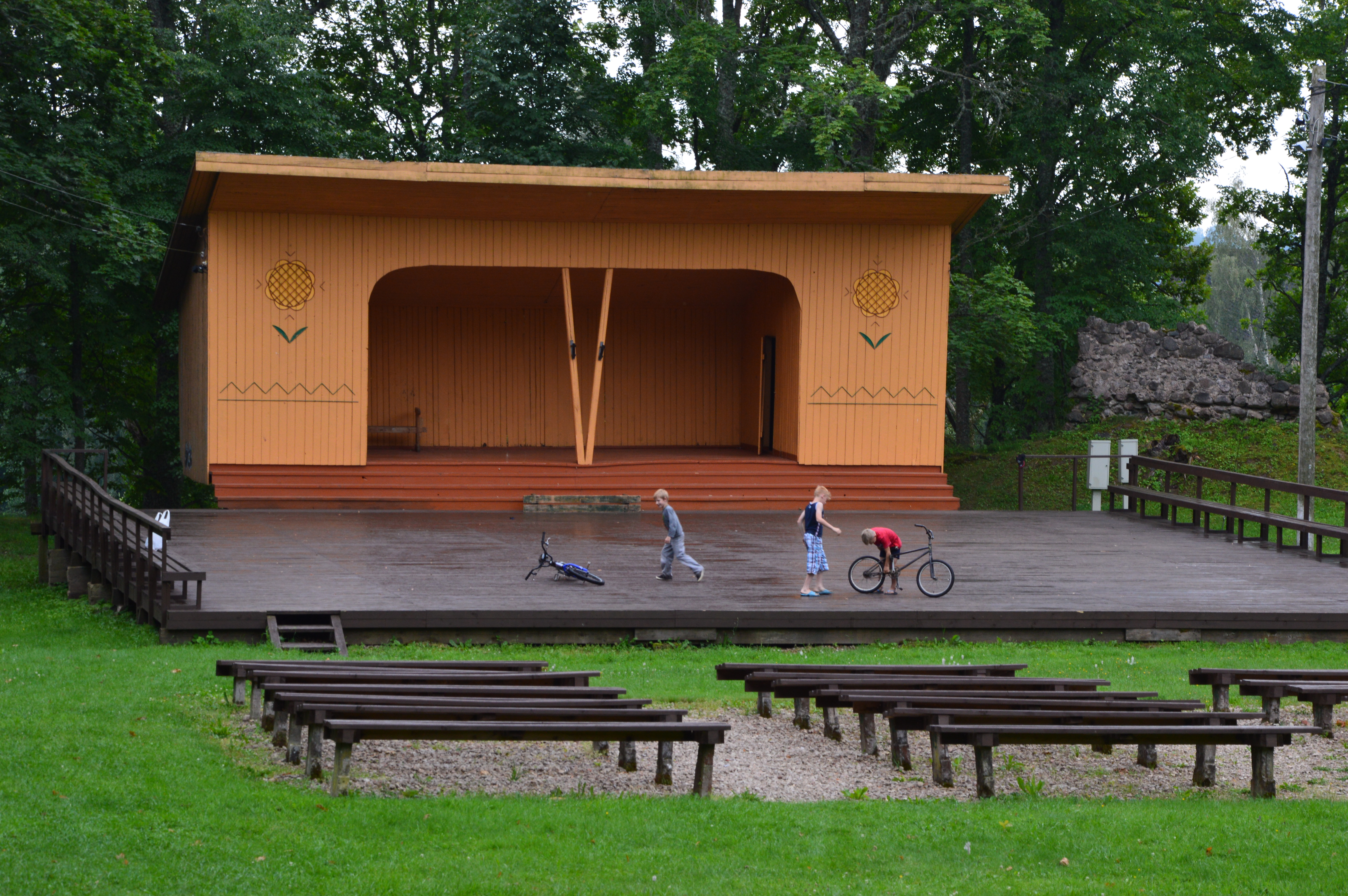
La scène à ciel ouvert.
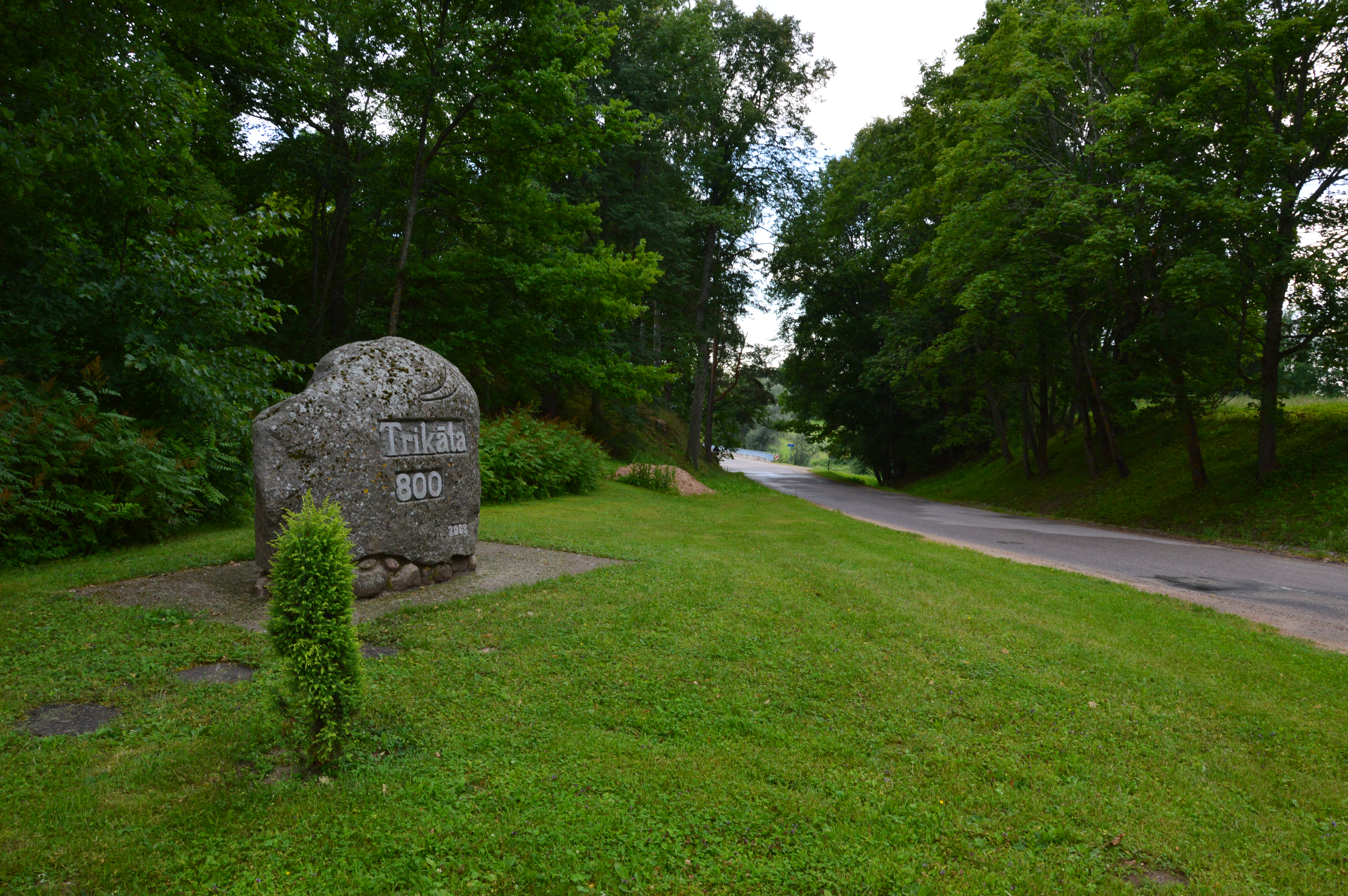
Trikāta 800 - pierre commémorative.
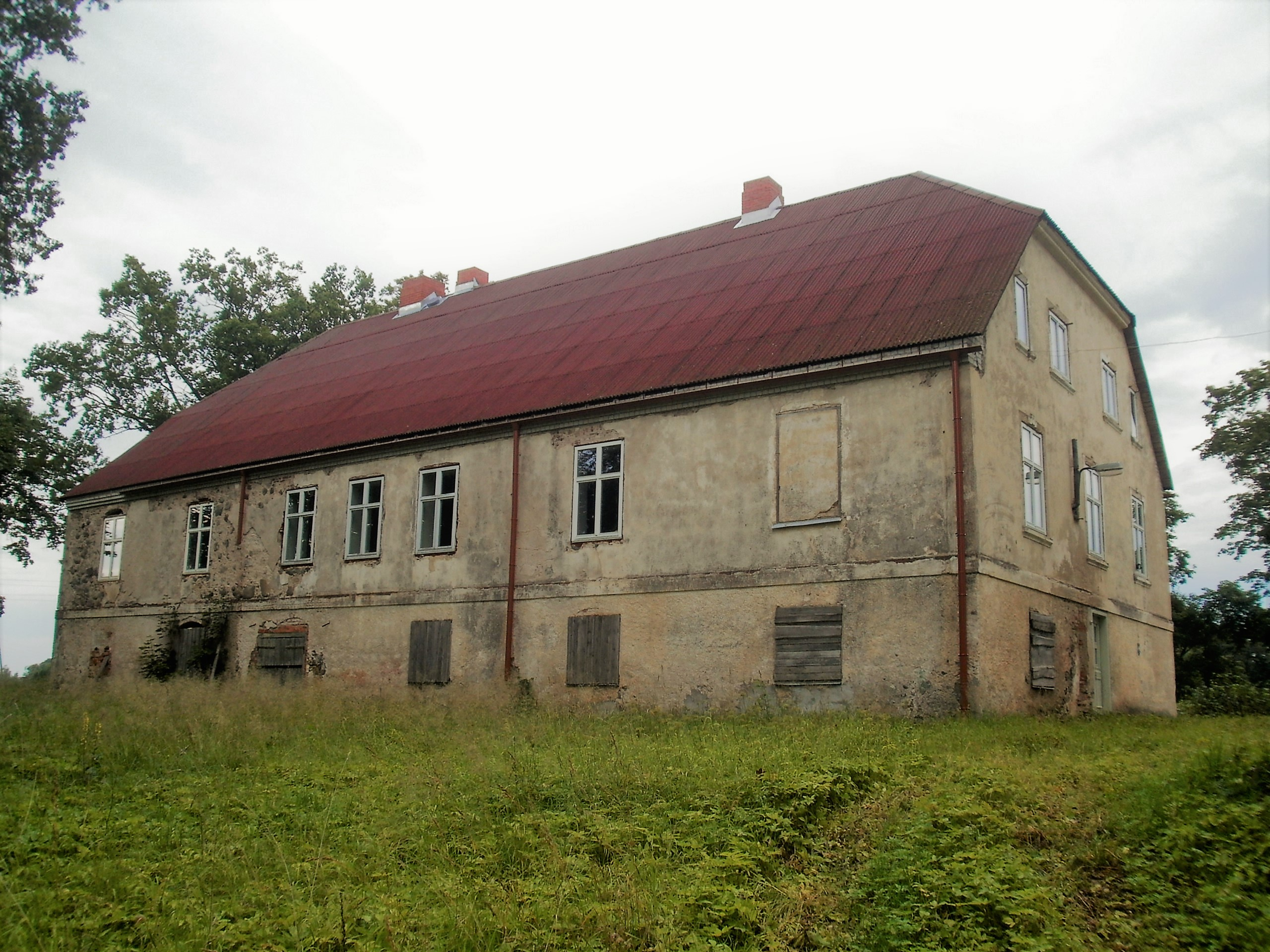
Ancien manoir.